# Fluoreto de berílio
O fluoreto de berílio é o composto inorgânico com a fórmula BeF{\displaystyle _{2}}. Este sólido branco é o principal precursor para a fabricação do berílio metálico. Sua estrutura se assemelha à do quartzo, mas o BeF{\displaystyle _{2}} é altamente solúvel em água. 